# SilverHawks
SilverHawks  est une série télévisée d'animation américaine en 65 épisodes de 25 minutes diffusée entre le 8 septembre et le 5 décembre 1986 en syndication.
Développée par Rankin/Bass et distribuée par Lorimar-Telepictures en 1986, l'animation était faite par la Pacific Animation Corporation, le nom de travail pour un collectif de studios japonais dont Topcraft qui finira plus tard par former le Studio Ghibli.
Silverhawks a été conçu comme une épopée spatiale équivalente à la série précédente Cosmocats (Thundercats), également développée par Rankin/Bass.
Warner Bros. possède les droits de la série à la suite du rachat de Lorimar en 1989.

## Synopsis
Mon-Star, le criminel le plus dangereux de la galaxie de Limbo, a réussi à s'évader de la planète pénale où il purgeait sa peine.
Grâce aux pouvoirs que lui confère l'étoile Moonstar et avec ses associés, il espère s'emparer de tout l'univers... Mais son vieil ennemi, le commandant Stargazer installé sur la base spatiale Hawk-Haven, prépare déjà la riposte avec les Silverhawks, des êtres cybernétisés aux capacités étonnantes. A bord du Mirage, les Silverhawks vont désormais tout faire pour empêcher Mon-Star et sa bande de nuire!

## Voix françaises
- Marc François : Quicksilver, Copper Kidd, Stop-Heure
- Serge Bourrier : Bluegrass, Windhammer, Mo-Léc-U-Lar, Seymour
- Patrick Laplace : Steelwill
- Évelyn Séléna : Steelheart
- Jacques Richard : Commandant Stargazer
- Michel Barbey : Mon-Star, Narrateur
- Gérard Hernandez : Yes-Man, Mumbo-Jumbo, Poker d'As, rôles tiers
- Marie-Martine : Mélodia
- Jacques Ebner : Buzzsaw
- Jacques Ferrière : Hardware (voix de remplacement)

## Personnages

### SilverHawks
Commandant StargazerIl donne les ordres aux SilverHawks. Il est en partie cyborg comme les SilverHawks, son œil gauche télescopique agit comme des jumelles et comme zoom. C'est lui qui a réussi à emprisonner Mon*Star sur la Planète pénale avant le début de la série.
QuicksilverLieutenant Jonathan Quick, chef des SilverHawks.
BluegrassColonel, pilote du Mirage et un cow-boy guitariste, il est privé d'ailes mais peut lancer des ondes soniques depuis sa guitare.
SteelheartSergent Emily Hart, la jumelle de Will. Elle a un lien télépathique avec son frère.
SteelwillSergent Will Hart, le jumeau d'Emily. Il partage un lien télépathique avec sa sœur.
Copper KiddLe plus jeune des SilverHawks et le seul à ne pas être un Terrien. Il vient de la Planète des mimes et communique par des sifflements ou une voix synthétisée.

### Nouveaux SilverHawks
HotwingSilverHawk d'or, il fait son apparition en plein milieu de la série. Magicien et illusionniste de talent, Hotwing a reçu ses dons d'une puissante énergie mystique qui l'a désigné pour combattre l'injustice. En contre-partie, ces pouvoirs doivent être « rechargés » toutes les 14 années sous peine de provoquer sa mort.
FlashbackSilverHawk d'émeraude, voyageant dans le temps, Flashback vient d'un futur lointain. Le jour où il rencontra le Quicksilver du futur, ce dernier lui révéla la date du jour de l'extinction des SilverHawks ; par la suite, Flashback entreprit un voyage dans le passé afin de les sauver d'un soleil irradiant.
Moon StrykerSilverHawk turquoise, Moon Stryker peut se propulser à travers l'espace grâce à des propulseurs tourbillonnants fixés à sa taille. Bien qu'insolent, il n'en demeure pas moins un excellent tireur d'élite.
CondorVieil allié et ami de longue date du Commandant Stargazer, Condor avait momentanément quitté les SilverHawks pour devenir détective privé. À la place des ailes de rigueur, il a des membres du corps cybernétiques et un réacteur dorsal à ailes.

### Oiseaux des SilverHawks
Tally-HawkTrès fidèle, il est le faucon de Quicksilver. Tally-Hawk tire des rayons de ses yeux et ses ailes sont tranchantes.
SidemanL'oiseau du colonel Bluegrass.
Razor et StrongholdCe sont les oiseaux de Steelheart et Steelwill.
May-DayL'oiseau de Copper Kidd.

### Ennemis
Mon*StarPrisonnier dans le 1er épisode, il se libère grâce au pouvoir du Moonstar qui le transforme en robot rouge avec une force sans égale et une rafale oculaire appelée Light-Star. Il est chef d'un gang criminel.
Yes-ManBéni-oui-oui de Mon*Star. Il a l'apparence d'un serpent avec des bras et une tête humaine. Il est très peureux et lèche-bottes envers Mon*Star. Il est responsable de la machine qui permet à Mon*Star de se transformer. Sa phrase favorite est : « Oui, patron. »
Mumbo-JumboIl a l'apparence d'un minotaure robotique. Il peut entrer dans une rage qui le fait grandir, ses yeux deviennent blancs et le cristal au milieu de son front passe de bleu à rouge.
Poker d'AsPropriétaire d'une maison de jeu, ce robot dont les yeux sont des rouleaux comme sur une machine à sous, qui le trahissent souvent, car ils révèlent ses émotions. Pour cela il porte des lunettes de soleil. Il est toujours habillé d'un smoking et équipé de sa canne, qui lance des éclairs.
Mo-Léc-U-LarRobot qui peut se métamorphoser en toute forme, qu'il s'agisse d'une personne, d'un véhicule ou d'un objet.
MélodiaJeune femme ayant des cheveux verts et des habits de rockeuse des années 80. Utilise son Keytar pour se battre en lançant des ondes soniques.
BuzzsawUn robot jaune qui a une scie circulaire sur chaque bras et sur sa tête.
HardwareLe génie de l'équipe, ressemblant à un troll de la taille d'un nain roux. Il invente plein de gadgets, armes, robots pour Mon*Star. Son sac à dos contient beaucoup d'inventions et d'outils.
WindhammerAvec son diapason de la taille d'une lance, il peut invoquer des tempêtes cosmiques et contrôler la météo.
Stop-HeureJeune rebelle, il peut arrêter le temps pendant 5 minutes grâce au cadran numérique sur son torse. Il porte aussi un réacteur dorsal, il a souvent des différends avec Mon*Star.
Sky-RunnerLe calmar spatial monture de Mon*Star.
Sky-ShadowL'espion ailé de Mon*Star.

## Épisodes
1. Retour dans le passé (The Origin Story)
2. Voyage à Limbo (Journey to Limbo)
3. La planète Ogresse (The Planet Eater)
4. Menace sous le soleil (Save the Sun)
5. Stop heure (Stop Timestopper)
6. Le faucon noir (Darkbird)
7. La pièce secrète (The Backroom)
8. La grande menace (The Threat of Dritt)
9. Sky shadow (Sky-Shadow)
10. L'attraction magnétique (Magnetic Attraction)
11. Le bouclier d'or (Gold Sheild)
12. Zéro le voleur de mémoire (Zero the Memory Thief)
13. Ricochets (The Milk Run)
14. Le piège (1) (The Hardware Trap, Part 1)
15. Le piège (2) (The Hardware Trap, Part 2)
16. Course contre la mort (Race Against Time)
17. Opération blizzard (Operation Big Freeze)
18. Le vaisseau fantôme (The Ghost Ship)
19. La grande course galactique (The Great Galaxy Race)
20. L'écran des chimères (Fantascreen)
21. Hotwing arrive (Hotwing Hits Limbo)
22. Le chasseur de primes (The Bounty Hunter)
23. Le microfilm (Zeek's Fumble)
24. Les super-oiseaux (The Fighting Hawks)
25. Panique sur Bedlama (The Rengade Hero)
26. Héros hors-la-loi (One on One)
27. Yes Man le rebelle (No More Mr. Nice Guy)
28. Musique venue des sphères (Music of the Spheres)
29. Un filon en or (Limbo Gold Rush)
30. Compte à rebours (Countdown to Zero)
31. L'ambro magnificateur (The Amber Amplifier)
32. La pierre mystérieuse (The Saviour Stone)
33. Le boxeur (Smiley)
34. Securitor (Gotbucks)
35. Le chant de la sirène (Melodia's Siren Song)
36. Le retour de Tally-Hawk (Tally-Hawk Returns)
37. La panne sèche (Undercover)
38. L'œil de l'infini (Eye of Infinity)
39. Un morceau de bravoure (A Piece of the Action)
40. Flashback (Flashback)
41. Les monstres ailés (Super Birds)
42. La porte bleue (The Blue Door)
43. L'étoile de Bedlama (The Star of Bedlama)
44. L'illusionniste (The Illusionist)
45. Le retour du chasseur de primes (The Bounty Hunter Returns)
46. La chasse (The Chase)
47. Chassé croisé (Switch)
48. Le chien du ferrailleur (Junkyard Dog)
49. La fenêtre spatio-temporelle (Window in Time)
50. La guerre des gangs (1) (Gangwar, Part 1)
51. La guerre des gangs (2) (Gangwar, Part 2)
52. Mission dangereuse (1) (Sneak Attack, Part 1)
53. Mission dangereuse (2) (Sneak Attack, Part 2)
54. Le réveil de Moon Star (Moon*Star)
55. L'épingle de cravate (The Diamond Stick-Pin)
56. Dans la fournaise (Burnout)
57. Le croiseur de combat (Battle Cruiser)
58. La planète maudite (Small World)
59. Panique sur le ring (Match-Up)
60. Menace sur Stargazer (Stargazer's Refit)
61. Le destroyer invisible (The Invisible Destroyer)
62. Le choc des titans (The Harder They Fall)
63. Le serpent (Uncle Rattler)
64. La sphère magique (Zeek's Power)
65. Numéro de haute voltige (Airshow)

## DVD
L'intégralité de la série est disponible en DVD chez Declic Images.

## Produits dérivés

### Comics
Comme ce fut le cas avec les Cosmocats, il y avait aussi une série de bande dessinée publiée par Star Comics (Marvel Comics).

### Jouet
Des jouets et autres produits dérivés furent fabriqués et distribués en 1986 par la marque Kenner.